# قائمة قرارات مجلس الأمن التابع للأمم المتحدة لعام 1960
تتضمن قائمة قرارات مجلس الأمن التابع للأمم المتحدة لعام 1960 جميع القرارات الصادرة عن مجلس الأمن التابع للأمم المتحدة خلال العام 1960.

## القائمة
| رقم القرار | الرمز            | نص القرار                         | موضوع القرار                                                  |
| ---------- | ---------------- | --------------------------------- | ------------------------------------------------------------- |
| 133        | S/RES/133 (1960) | نص الوثيقة على موقع الأمم المتحدة | قبول اعضاء جدد في الأمم المتحدة: الكاميرون                    |
| 134        | S/RES/134 (1960) | نص الوثيقة على موقع الأمم المتحدة | المسالة المتعلقة بالوضع في اتحاد جنوب أفريقيا                 |
| 135        | S/RES/135 (1960) | نص الوثيقة على موقع الأمم المتحدة | مسألة العلاقات بين القوى العظمى                               |
| 136        | S/RES/136 (1960) | نص الوثيقة على موقع الأمم المتحدة | قبول اعضاء جدد في الأمم المتحدة: الجمهورية التوغولية          |
| 137        | S/RES/137 (1960) | نص الوثيقة على موقع الأمم المتحدة | محكمة العدل الدولية                                           |
| 138        | S/RES/138 (1960) | نص الوثيقة على موقع الأمم المتحدة | المسألة المتعلقة بقضية أدولف آيخمان                           |
| 139        | S/RES/139 (1960) | نص الوثيقة على موقع الأمم المتحدة | قبول اعضاء جدد في الأمم المتحدة: اتحاد مالي                   |
| 140        | S/RES/140 (1960) | نص الوثيقة على موقع الأمم المتحدة | قبول اعضاء جدد في الأمم المتحدة: جمهورية مدغشقر [الإنجليزية]  |
| 141        | S/RES/141 (1960) | نص الوثيقة على موقع الأمم المتحدة | قبول اعضاء جدد في الأمم المتحدة: جمهورية الصومال              |
| 142        | S/RES/142 (1960) | نص الوثيقة على موقع الأمم المتحدة | قبول اعضاء جدد في الأمم المتحدة: جمهورية الكونغو (ليوبولدفيل) |
| 143        | S/RES/143 (1960) | نص الوثيقة على موقع الأمم المتحدة | مسألة الكونغو                                                 |
| 144        | S/RES/144 (1960) | نص الوثيقة على موقع الأمم المتحدة | الشكوى المقدمة من كوبا (يوليو 1960)                           |
| 145        | S/RES/145 (1960) | نص الوثيقة على موقع الأمم المتحدة | مسألة الكونغو                                                 |
| 146        | S/RES/146 (1960) | نص الوثيقة على موقع الأمم المتحدة | مسألة الكونغو                                                 |
| 147        | S/RES/147 (1960) | نص الوثيقة على موقع الأمم المتحدة | قبول اعضاء جدد في الأمم المتحدة: بنين                         |
| 148        | S/RES/148 (1960) | نص الوثيقة على موقع الأمم المتحدة | قبول اعضاء جدد في الأمم المتحدة: النيجر                       |
| 149        | S/RES/149 (1960) | نص الوثيقة على موقع الأمم المتحدة | قبول اعضاء جدد في الأمم المتحدة: بوركينا فاسو                 |
| 150        | S/RES/150 (1960) | نص الوثيقة على موقع الأمم المتحدة | قبول اعضاء جدد في الأمم المتحدة:ساحل العاج                    |
| 151        | S/RES/151 (1960) | نص الوثيقة على موقع الأمم المتحدة | قبول اعضاء جدد في الأمم المتحدة: تشاد                         |
| 152        | S/RES/152 (1960) | نص الوثيقة على موقع الأمم المتحدة | قبول اعضاء جدد في الأمم المتحدة: جمهورية الكونغو              |
| 153        | S/RES/153 (1960) | نص الوثيقة على موقع الأمم المتحدة | قبول اعضاء جدد في الأمم المتحدة: الغابون                      |
| 154        | S/RES/154 (1960) | نص الوثيقة على موقع الأمم المتحدة | قبول اعضاء جدد في الأمم المتحدة: جمهورية أفريقيا الوسطى       |
| 155        | S/RES/155 (1960) | نص الوثيقة على موقع الأمم المتحدة | قبول اعضاء جدد في الأمم المتحدة: قبرص                         |
| 156        | S/RES/156 (1960) | نص الوثيقة على موقع الأمم المتحدة | المسألة المتعلقة بجمهورية الدومينيكان                         |
| 157        | S/RES/157 (1960) | نص الوثيقة على موقع الأمم المتحدة | مسألة الكونغو                                                 |
| 158        | S/RES/158 (1960) | نص الوثيقة على موقع الأمم المتحدة | قبول اعضاء جدد في الأمم المتحدة: السنغال                      |
| 159        | S/RES/159 (1960) | نص الوثيقة على موقع الأمم المتحدة | قبول اعضاء جدد في الأمم المتحدة: مالي                         |
| 160        | S/RES/160 (1960) | نص الوثيقة على موقع الأمم المتحدة | قبول اعضاء جدد في الأمم المتحدة: نيجيريا                      |

## المرجع
1. ↑  "Security Council Resolutions" (بالإنجليزية). الأمم المتحدة. Archived from the original on 2018-10-23. Retrieved 22 شباط / فبراير 2017. {{استشهاد ويب}}: تحقق من التاريخ في: |تاريخ الوصول= (help)